# ARD-Nachtexpress
Der ARD-Nachtexpress war, neben dem ARD-Nachtkonzert, der ARD-Popnacht und der ARD-Infonacht das erste Nachtprogramm der ARD und wurde von 0:05 Uhr bis 4:00 Uhr gesendet, nach den 4-Uhr-Nachrichten übernahm dann der ARD-Radiowecker bis 6:00 Uhr. Manche teilnehmenden Sender blendeten sich aber bereits um 5:00 Uhr aus und begannen ihr eigenes Programm.
Zum 4. Oktober 2011 wurde die Sendung eingestellt und durch die ARD-Hitnacht ersetzt.

## Geschichte
Bereits 1959 gab es mit der Sendung Musik bis zum frühen Morgen das erste reguläre Gemeinschaftsangebot des ARD-Hörfunks, damals noch von 0:05 bis 5:50 Uhr. Ende der 1970er-Jahre folgte dann eine Dreiteilung des Nachtprogramms in die Sendungen Bis Zwei dabei (am Wochenende: Bis Drei dabei) ab 22:30 Uhr, Musik bis zum frühen Morgen von 2:00 bzw. 3:00 Uhr bis 4:30 Uhr und Radiowecker bis 6:00 Uhr. In der bis 2011 gültigen Form existierten ARD-Nachtexpress und ARD-Radiowecker seit dem 23. Dezember 1985. Ende der 1990er-Jahre wurde der Sendebeginn von 22:30 Uhr auf 0:00 Uhr verschoben.
Das Ende des ARD-Nachtexpress und dessen Ersetzung durch die ARD-Hitnacht ab Oktober 2011 wurden vielfach bedauert, weil damit „ein Stück Radiogeschichte zu Ende“ gehe.

## Programm
Gespielt wurden hauptsächlich Schlager und Evergreens. Außerdem gab es stündlich Nachrichten und halbstündlich Verkehrsinformationen aus dem gesamten Sendegebiet. Im ARD-Radiowecker war die „Musikfarbe“, der Intention als Aufstehbegleitsendung entsprechend, frischer und schwungvoller als im vorausgegangenen Nachtexpress.
Das Programm wurde täglich von einem der ARD-Sender zusammengestellt und zusätzlich über alle anderen beteiligten ARD-Sender übertragen.

## Gebende Programme
(Der Wochentag bezeichnet den frühen Morgen des jew. Tages)
- Montag: SWR4 Rheinland-Pfalz
- Dienstag: Antenne Brandenburg (vom RBB, jede 4. Woche), Radio Berlin 88,8 (vom RBB, in drei von vier Wochen)
- Mittwoch: WDR 4
- Donnerstag: hr4, SR 3 Saarlandwelle, hr4 und SWR4 Baden-Württemberg im vierwöchentlichen Wechsel
- Freitag: Bayern 1
- Samstag: SWR4 Baden-Württemberg
- Sonntag: WDR 4

### WDR 4: Rhythmus der Nacht
In der Nacht von Samstag auf Sonntag kam das Programm bis zur Einstellung von WDR 4: In der Sendung „Rhythmus der Nacht“ lag der Schwerpunkt bei Schlager- und Partyhits. Spezielle Elemente dieser Sendung waren der Albumtipp, der DJ-Mix (ca. 20 Minuten Schlager „in the Mix“) und der „Last-Minute Wunsch“ jeweils halbstündlich. Immer im ersten Rhythmus der Nacht eines Monats wurden die aktuellen Top 30 der Party- und Schlagercharts (DJ-Hitparade) gespielt. Die Sendung wurde im Wechsel von Silke Liniewski, Dominik Freiberger, Bernd Brüggemann und Peter Kuttler sowie auch von Michael Begasse moderiert. Der letzte „Rhythmus der Nacht“ lief am 14. Januar 2018.

### Helmut Hansen
Einer der bekanntesten und beliebtesten Nachtexpress-Moderatoren über die Jahrzehnte war der ehemalige Chefsprecher des Hessischen Rundfunks, Helmut Hansen, der die Sendung zwischen dem 6. Juli 1959 und dem 5. Juli 1984 insgesamt 764 Mal aus dem Studio H des Hessischen Rundfunks präsentierte. Die Musikzusammenstellung besorgte für die meisten Hansen-Sendungen Fred Gräfe. Hansens gepflegte und geschliffene Wortwahl, die verlässliche Einbindung von Gedichten in seine Moderationen und ein stets vorhandener Fahrplan gaben jeder Sendung eine ganz besondere Note. Texte von Kästner, Ringelnatz, Endrikat, Heine, Hölty, Tucholsky, Kaleko u. a. ließen zudem die „Fahrt“ im Nachtexpress immer auch zu einer poetischen Entdeckungsreise werden.
Ein Hörer aus Berlin hat, Hansens Angaben zufolge, für die eingeschworene Nachtexpressgemeinde den trefflichen Begriff „Nachtexpressionisten“ geprägt.
Von den Nachtexpressionisten verabschiedete sich Helmut Hansen mit einer letzten Reise durch die Nacht vom 4. zum 5. Juli 1984, einer Jubiläumssendung zum 25-jährigen Bestehen des gemeinsamen Nachtprogramms der ARD.

### Sonderfall RBB
In der Nacht von Montag auf Dienstag wurde der ARD-Nachtexpress immer vom Rundfunk Berlin-Brandenburg (RBB) in Potsdam produziert, allerdings im Wechsel zwischen Antenne Brandenburg und Radio Berlin 88,8, obwohl dort der Nachtexpress seit 2005 nicht mehr ausgestrahlt wurde. Dreimal im Monat war Radio Berlin redaktionell verantwortlich, einmal monatlich Antenne Brandenburg. In der Regel wurden die Radio-Berlin-Sendungen von Reinhard Meynen moderiert, und es war im Jingle lediglich „ARD-Nachtexpress vom RBB“ zu hören. Die von Meynen moderierten Sendungen standen immer unter einem besonderen Motto, so dass beispielsweise nur Songs von Interpreten, die im jeweiligen Sendemonat geboren sind, zu hören waren. Oftmals hat er internationale Hits mit deren deutschsprachigen Cover-Versionen als Mix gesendet. Seine Sendungen in der Nacht von Rosenmontag auf Fastnachtsdienstag moderierte er meist in der Form einer gereimten Büttenrede. Antenne-Brandenburg-Moderator war bis auf wenige Ausnahmen Detlef Olle, welcher für die Sendung meistens einen Künstler ins Studio einlud.

## Nehmende Programme
Einige Programme beendeten mit der Zeit die Teilnahme an Nachtexpress und Radiowecker, teilweise, um ein anderes ARD-Nachtprogramm zu übernehmen, teilweise, um ein eigenes Nachtprogramm anzubieten. Der Norddeutsche Rundfunk und Radio Bremen sind im Laufe der Zeit komplett aus dem ARD-Nachtexpress ausgestiegen (NDR seit 1. Januar 2004), der Mitteldeutsche Rundfunk hatte sich nie am ARD-Nachtexpress beteiligt. In Berlin war der ARD-Nachtexpress zum Ende nur noch über Antenne Brandenburg zu hören, die allerdings in ganz Berlin empfangen werden konnte. Formal wurde der ARD-Nachtexpress damit nur noch in sieben der sechzehn Bundesländer ausgestrahlt, vor allem im Süden der Republik.

### Zuletzt (2011)
Der ARD-Nachtexpress/ARD-Radiowecker war in der Regel von 0:00 bis 6:00 Uhr zu hören auf
- WDR 4
- SWR4 Baden-Württemberg
- SWR4 Rheinland-Pfalz
- SR 3 Saarlandwelle montags-freitags bis 5 Uhr; bei Eigenproduktion bis 6 Uhr
- Antenne Brandenburg montags-freitags bis 5 Uhr; samstags, sonntags und an Feiertagen bis 6 Uhr
- hr4
- Bayern 1 bis 5 Uhr

Bei einem gesetzlichen Feiertag unter der Woche blendete sich nur Bayern 1 bereits um 5 Uhr aus.

#### Sonderregelung Bayern 1
Bayern 1 blendete sich nicht wie alle anderen nehmenden Programme um 0:05 Uhr in die Sendung des ARD-Nachtexpress ein, sondern es wurden zuerst Verkehrsnachrichten gesendet und anschließend die Bayernhymne, die Deutsche Nationalhymne sowie die Europahymne gespielt. Die Aufschaltung auf das gemeinsame Programm erfolgte gegen 0:09 Uhr; bereits ab 5:00 Uhr sendete Bayern 1 wieder ein eigenes Programm.

### Früher
Liste einiger Programme, die ihre Teilnahme am ARD-Nachtexpress schon zu einem früheren Zeitpunkt beendet hatten:
- SWF1 & SDR 1 (bis 1998), beide nach der Fusion von SWF und SDR mit eigenem Nachtprogramm als SWR1 (bis Januar 2025), heute übernimmt SWR1 die ARD-Hitnacht
- Hansawelle (Radio Bremen), seit Anfang der 90er Jahre Übernahme von SWF3/SWR3, 2001 wurde das Programm eingestellt
- Radio Bremen Melodie (bis 30. April 2001), das Programm wurde 2001 eingestellt
- Bremen Eins (1. Mai 2001 bis 31. Oktober 2001), danach Übernahme von SWR1 (bis Januar 2025), heute Übernahme der ARD-Hitnacht
- WDR 1, dann ARD-Popnacht, dann gemeinsames Nachtprogramm mit WDR 2, und später eigenes Programm als 1 Live, heute Junge Nacht der ARD
- WDR 2, dann ARD-Popnacht, dann zeitweise eigenes Nachtprogramm, 2009–2010 wieder ARD-Popnacht, 2011–2018 NDR-2-Nacht, und seit 2018 wieder die ARD-Popnacht
- Rbb 88,8 (RBB; bis November 2005), heute ARD-Popnacht
- hr1 (bis 1996), danach ARD-Popnacht (bis September 2023), danach Übernahme von SWR1 (bis Januar 2025), heute Übernahme der ARD-Hitnacht
- hr-chronos, Programm wurde am 30. Juni 2003 eingestellt
- hr-skyline, Programm im August 2004 eingestellt
- NDR 1 (bis 1997), bis 2018 eigenes Nachtprogramm „NDR 1-Nacht“, heute ARD-Hitnacht
- NDR Info (bis 2002), heute ARD-Infonacht

Nicht aufgeführt sind die Pop- und Kulturprogramme, die bis zur durchgehenden Nachtversorgung durch ARD-Popnacht und -Nachtkonzert den Nachtexpress übernommen hatten (wie z. B. hr3).

## Technik
Bei der Synchronisation aller Programme wurden die Signale im sogenannten ARD-Stern in Frankfurt am Main zusammengeführt und von dort über ein Glasfasernetz, HYBNET genannt, an die einzelnen Rundfunkanstalten in Deutschland weitergegeben.